# Willi
Willi ist eine Kurzform der männlichen Vornamen Wilhelm oder Willibald.
Der Name wird auch Willy geschrieben.

## Verbreitung
Der Name Willi (Willy) war um die Jahrhundertwende zum 20. Jahrhundert, also zur Regierungszeit Kaiser Wilhelms II. einige Male unter den zehn häufigsten Jungennamen des jeweiligen Jahrgangs. Nach dem Ende der Kaiserzeit ging seine Popularität mehr und mehr zurück. Ab der Mitte der Sechziger wurde er kaum noch verwendet. Seit dem neuen Jahrtausend ist aber wieder ein leichter Anstieg seiner Beliebtheit zu beobachten.

## Namensträger

### Vorname
- Willi Arlt (1919–1947), deutscher Fußballspieler
- Willi Bäuerle (1926–1996), deutscher Politiker, MdB
- Willi Beuster (1898–1982), deutscher Gewerkschafter, Politiker (KPD/SED) und Widerstandskämpfer
- Willi Bohn (1900–1985), deutscher Journalist und Politiker
- Willi Butollo (* 1944), österreichischer Psychologe und Psychotherapeut
- Willi Daume (1913–1996), deutscher Sportfunktionär
- Willi Dürrschnabel (1945–2014), deutscher Fußballspieler
- Willi Cleer (1889–1955), deutscher Automobilrennfahrer
- Willi Entenmann (1943–2012), deutscher Fußballspieler und -trainer
- Willi Fährmann (1929–2017), deutscher Schriftsteller
- Willi Forrer (* 1935), Schweizer Skirennfahrer
- Willi Forst (1903–1980), österreichischer Filmregisseur, Schauspieler und Sänger
- Willi Frommelt (* 1952), liechtensteinischer Skisportler
- Willi Gerdau (1929–2011), deutscher Fußballspieler
- Willi Gerk (* 1990), deutscher Schauspieler
- Willi Göttert (1911–2008), deutscher Pfarrer und Friedensaktivist
- Willi Graf (1918–1943), deutscher Widerstandskämpfer
- Willi Handl (1872–1920), österreichischer Schriftsteller und Theaterkritiker
- Willi Heinrich (1920–2005), deutscher Schriftsteller
- Willi Henkelmann (1899–1928), deutscher Motorradrennfahrer
- Willi Herren (1975–2021), deutscher Schauspieler und Entertainer
- Willi Heyn (1910–1977), deutscher Hindernisläufer
- Willi Hoffmeister (1933–2021), deutscher Friedensaktivist, Gewerkschafter und Träger des Bundesverdienstkreuzes
- Willi Hoss (1929–2003), deutscher Politiker (Bündnis 90/Die Grünen)
- Willi Kollo (1904–1988), deutscher Komponist und Autor
- Willi Krakau (1911–1995), deutscher Automobilrennfahrer
- Willi Laatsch (1905–1997), deutscher Bodenkundler und Forstwissenschaftler
- Willi Landgraf (* 1968), deutscher Fußballspieler
- Willi Lausen (1901–1972), deutscher Politiker, MdB
- Willi Lemke (1946–2024), deutscher Politiker, Senator in Bremen
- Willi Ludwig (* 1955), deutscher Poolbillardspieler
- Willi Münch-Khe (1885–1960), deutscher Maler, Grafiker, Porzellan- und Keramik-Modelleur
- Willi Münch (1930–2023), deutscher Beamter, Museums- und Kulturamtsleiter
- Willi Neuberger (* 1946), deutscher Fußballspieler
- Willi Oelmüller (1930–1999), deutscher Philosoph
- Willi Rinow (1907–1979), deutscher Mathematiker, Hochschullehrer
- Willi Scharf (1896–1971), deutscher Geologe
- Willi Scheidhauer (1924–2012), deutscher Motorradrennfahrer und Unternehmer
- Willi Schrade (* 1935), deutscher Schauspieler
- Willi Schwabe (1915–1991), deutscher Schauspieler, Sänger und Moderator
- Willi Seebauer (* 1946), deutscher Fußballspieler
- Willi Sitte (1921–2013), deutscher Maler
- Willi Steinhof (1879–1967), deutscher Fußballspieler und Sportfunktionär
- Willi Stadel (1912–1999), deutscher Gerätturner, Olympiasieger
- Willi Stoph (1914–1999), deutscher Politiker
- Willi Thomczyk (* 1953), deutscher Schauspieler, Musiker, Maler und Theatermacher
- Willi Wegewitz (1898–1996), deutscher Archäologe und Heimatforscher
- Willi Weiskirch (1923–1996), deutscher Politiker
- Willi Weitzel (* 1972), deutscher Journalist und Fernsehmoderator
- Willi Weyer (1917–1987), deutscher Sportfunktionär und Politiker
- Willi Zurbrüggen (* 1949), deutscher Literaturübersetzer und Schriftsteller

### Familienname
- Albert Anton Willi (1872–1954), Schweizer Maskenschnitzer
- Andreas Willi (* 1972), schweizerisch-britischer Indogermanist
- Daniel Willi (1696–1755), Schweizer Geistlicher und Pietist
- Dominikus Willi (Martin Carl Willi; 1844–1913), deutscher Zisterzienser, Bischof von Limburg (Lahn)
- Georg Willi (Politiker, 1884) (1884–1946), Schweizer Politiker (KVP)
- Georg Willi (* 1959), österreichischer Politiker (Die Grünen)
- Hans Jakob Willi (1772–1804), Schweizer Aufständischer
- Heinrich Willi (1900–1971), Schweizer Kinderarzt
- Herbert Willi (* 1956), österreichischer Komponist
- Ina Willi-Plein (* 1942), deutsche Theologin
- Jean Willi (* 1945), Schweizer Maler, Zeichner und Schriftsteller
- Johann Caspar Willi (1829–1905), Schweizer Komponist und Dirigent
- Johann Eusebius Willi (1882–1957), Schweizer Architekt und Baumeister
- Johannes Willi (1882–1952), Schweizer Unternehmer und Politiker
- Joseph Michael Willi SJ (1824–1897), Schweizer Jesuit, Missionar und Pädagoge
- Jürg Willi (1934–2019), Schweizer Psychiater und Psychotherapeut
- Kaspar Willi  (1823–1879), Schweizer Benediktiner, Bischof von Chur
- Magda Willi (* 1978), Schweizer Bühnen- und Kostümbildnerin
- Martin Willi (* 1964), Schweizer Schauspieler, Regisseur und Autor
- Monika Willi (* 1968), österreichische Filmeditorin
- Reinhard Willi (* 1951), deutscher Fußballspieler
- Thomas Willi (* 1942), Schweizer Theologe
- Tobias Willi (Organist) (* 1976), Schweizer Organist und Hochschullehrer
- Tobias Willi (Fußballspieler) (* 1979), deutscher Fußballspieler
- Ursula Schmocker-Willi (* 1938), Schweizer Landschaftsarchitektin
- Wilma Willi (* 1960), Schweizer Politikerin (Grüne)

### Pseudonym
- Willi Ninja (1961–2006; bürgerlich: William Roscoe Leake), US-amerikanischer Tänzer, Choreograf und Künstler

## Sonstiges
- die schwedische Kinderbuchreihe Willi Wiberg
- ein überregionaler Gottesdienst in Neumünster, Schleswig-Holstein
- die Kegelrobbe aus dem Hörnummer Hafenbecken Willi (Kegelrobbe)
- der Spitzname für den Karlsberg (Berlin), auf dem der Kaiser-Wilhelm-Turm steht.
- der Spitzname für Obstbrände auf Basis einer Sorte der Pyris communis, siehe Williams Christ
- der Spitzname für den Wilhelmplatz (Kiel)
- Unternehmen Willi, Geheimoperation im 2. Weltkrieg
- Big Willi, ein Portalkran in Düsseldorf